# Club Deportivo Parque del Plata
El Club Deportivo Parque del Plata, anomenat de Parque del Plata, és un club uruguaià de la ciutat de Parque del Plata, al departament de Canelones, els seus colors és verd i blanc. Juga a Segona División B, tercera categoria del futbol Uruguaià.
el club fou fundat en 1948 per representar la ciutat, sempre va jugar a la segona divisió B, obtenint èxit en els anys 80, on gairebé va pujar a la segona divisió. El club manda seus jocs a l'estadi Parque el Balneário, amb capacitat a 3000 espectators. Actualment el club no guanyò cap títol.